# Исаева, Людмила Александровна
Людми́ла Алекса́ндровна Иса́ева (7 апреля 1925, Москва — 14 июля 1991, Москва) — педиатр, доктор медицинских наук (1967), профессор (1970), академик Академии медицинских наук СССР (1988), заслуженный деятель науки РСФСР (1986), лауреат Государственной премии СССР. Одна из ведущих советских педиатров 1970–1990-х годов, автор и руководитель приоритетных исследований, посвященных изучению этиологии, патогенеза и клиники, разработке дифференциально-диагностических критериев, целенаправленной терапии и мер вторичной профилактики диффузных болезней соединительной ткани у детей.

## Биография
Дед Людмилы Александровны по линии матери, медицинской сестры, был генералом царской армии, отец — офицером Красной армии.
В трёхлетнем возрасте она заболела костным туберкулезом, до 12 лет находилась в гипсовой кроватке, стала инвалидом — могла передвигаться только с помощью костылей. Несмотря на это она успешно окончила школу и поступила в 1942 году в 1-й Московский медицинский институт, лечебный факультет которого окончила в 1947 году. Начала работу на кафедре детских болезней института клиническим ординатором (1947—1950). В этот период она перенесла ряд сложных ортопедических операций, в результате которых значительно расширились её двигательные возможности. После окончания ординатуры Л. А. Исаева была зачислена в аспирантуру и в 1955 году защитила диссертацию «Повышение эффективности пенициллина при лечении пневмоний у детей раннего возраста». Затем — ассистент (1953—1959), доцент (1959—1968). В начале 1960-х годов Л. А. Исаева возглавила работу по изучению пограничных форм, так называемых коллагенозов; в 1963 году по её инициативе была создана научная лаборатория иммунопатологии и так называемых коллагенозов у детей. В 1967 году она защитила диссертацию на степень доктора медицинских наук «Системная красная волчанка у детей». С 1968 года она — профессор, с 1970 года — заведующая кафедрой. За успешное развитие научно-практических вопросов эндоскопии в педиатрии Л. А. Исаева с сотрудниками в 1987 году была удостоена звания лауреата Государственной премии СССР.
13 лет Л. А. Исаева была деканом 2-го лечебного факультета института; много лет была генеральным секретарем Всесоюзного и председателем правления Московского общества детских врачей.
Она — соавтор 12 учебных и методических пособий и учебника для медицинских вузов: «Детские болезни» (М., 1986).
Награждена орденами Ленина и «Знак Почета»; заслуженный деятель науки РФ (1986), академик Академии медицинских наук СССР (1988); она была почётным членом Чехословацкого общества ревматологов им. Пуркинье и научного общества ревматологов Болгарии.
Похоронена на Донском кладбище в Москве.

## Основные научные публикации
- Исаева Л. А., Жвания М. А. Дерматомиозит у детей. — М.: Медицина, 1978. — 232 с. — 15 000 экз.
- Системная красная волчанка у детей и подростков: (Клиника, диагностика, лечение и диспансер.-поликлинич. наблюдение). Метод. рекомендации / М-во здравоохранения СССР, Гл. упр. лечеб.-профилакт. помощи детям и матерям; Составила Л. А. Исаева. — М., 1981. — 28 с.
- Исаева Л. А., Лыскина Г. А. Узелковый периартериит у детей. — М.: Медицина, 1984. — 208 с. — 15 000 экз.
- Основные современные научные исследования школы Н. Ф. Филатова, В. И. Молчанова, Ю. Ф. Домбровской : Актовая речь Л. А. Исаевой, 11 окт. 1986 г. / 1-й Моск. мед. ин-т им. И. М. Сеченова. — М., 1986. — 37 с.
- Детские болезни: [Учеб. для лечеб., сан.-гигиен. и стоматол. фак / Л. А. Исаева, Л. К. Баженова, В. И. Карташова и др.]; Под ред. Л. А. Исаевой. — М. : Медицина, 1986. — 591 с.
- Детские болезни: Учеб. для студентов мед. вузов / [Л. А. Исаева, Л. К. Баженова, В. И. Карташева и др.]; Под ред. Л. А. Исаевой. — М.: Медицина, 2002. — 591 с. — ISBN 5-225-02679-6.